# Ronald Mickens
Ronald Elbert Mickens (né le 7 février 1943 à Petersburg en Virginie) est un physicien américain, professeur de physique titulaire de la chaire Fuller Earle Callaway (en) à la Clark Atlanta University (en). Ses recherches portent sur la dynamique non linéaire et la modélisation mathématique, notamment sur les applications de ces outils à la modélisation de la dynamique de la maladie. Il s'intéresse également à l'histoire des sciences et a écrit sur l'histoire des scientifiques noirs. Il est membre de la Société américaine de physique, et a été l'historien de la Société nationale des physiciens noirs.

## Enfance et formation
Mickens est né en 1943 à Petersburg, en Virginie,. Il a été élevé principalement par ses grands-parents maternels et a attribué à son grand-père son intérêt précoce pour la science. Mickens a fait ses études à l’université Fisk et a obtenu en 1964 des diplômes en mathématiques et en physique. Il a reçu son doctorat en physique théorique en 1968 à l'université Vanderbilt et a ensuite travaillé comme boursier postdoctoral au MIT ,.

## Carrière académique
Mickens est retourné à l'université Fisk en tant que membre du corps professoral en 1970 et il a ensuite travaillé pour le Joint Institute for Laboratory Astrophysics, où il a été recruté pour ce qui était alors l'université d'Atlanta en 1981. Il est devenu professeur Callaway en 1986,. Mickens a été élu membre de la Société américaine de physique en 1999 avec pour laudation « Pour son service soutenu à la communauté de la physique et ses contributions originales sur les applications des mathématiques à l'étude des systèmes physiques »,.
Mickens est afro-américain et s'est intéressé à l'histoire des sciences, et plus particulièrement à celle des scientifiques noirs, tout au long de sa carrière universitaire. Il a été historien de la Société nationale des physiciens noirs et a publié des récits de physiciens noirs - notamment Edward Bouchet, largement reconnu comme le premier Afro-Américain à recevoir un doctorat. aux États-Unis - ainsi que des biographies de femmes noires en science. Mickens a également été cofondateur de la Conférence nationale des étudiants en physique noire et membre du conseil fondateur du Edward Bouchet Abdus Salam Institute (en) une organisation fondée en 1988 par le prix Nobel de physique Abdus Salam dans le but d'encourager la collaboration entre physiciens africains et américains, où il continue à siéger au conseil .
En 2018, Ronald Mickens est lauréat du prix Blackwell–Tapia. 
Les articles de Mickens sont conservés par le centre de recherche Amistad de l’université Tulane.